# Nikolaus von Straßburg
Nikolaus von Straßburg (auch Nicolaus de Argentina) OP († nach 1331) war ein dominikanischer Theologe, Lesemeister und Prediger.

## Leben
Nikolaus war von 1315 bis 1320 Philosophiedozent am Konvent des Dominikanerordens. 1322 studierte er in Paris und ist von Sommer 1323 bis 1325 Theologiedozent am Kölner Studium generale der Dominikaner. Er predigte u. a. 1323–25 in Freiburg in Brüder- und Schwesterkonventen der Dominikaner in und bei Freiburg (St. Agnes in Freiburg, Adelhausen bei Freiburg) und 1324 auf dem Provinzkapitel der Dominikaner in Löwen.
Am 1. August 1325 wurde er Generalvikar (Vikar des Ordensgenerals) und Visitator für die deutsche Ordensprovinz („Teutonia“). Nikolaus leitete 1325–26 ein ordensinternes Verfahren gegen Eckhart von Hochheim – möglicherweise, um einem erzbischöflichen Verfahren durch Heinrich von Virneburg gegen Eckhart wegen Häresievorwürfen zuvorzukommen. Dieses Verfahren wurde mit einem Freispruch für Eckhart und der Verurteilung seiner beiden Denunzianten entschieden. Die beiden Ordensbrüder strengten aber im Sommer 1326 ein erzbischöfliches Verfahren gegen Eckhart an. Wegen seines Vorgehens gegen einen der beiden, Wilhelm von Nidecke, wurde Anfang 1327 auch gegen Nikolaus als vorgeblicher Behinderer der Inquisition (impeditor inquisitionis) ein Prozess geführt. Das Kölner geistliche Gericht verurteilte ihn. Nikolaus appellierte (wie Eckhart) an den Papst und reiste dazu nach Avignon. Offenbar wurde das Urteil durch den Papst dispensiert und Nikolaus noch 1327 als Provinzialdefinitor der Teutonia auf das Generalkapitel zu Perpignan gesandt. Dagegen erhob am 18. September 1328 der Ordensgeneral der Franziskaner, Michael von Cesena, bei der päpstlichen Kurie Einspruch und denunzierte Nikolaus als Begünstiger der Häresie. Am 13. April 1331 ersuchte Papst Johannes XXII. um Revision des Kölner Urteils gegen Nikolaus umwillen des Ansehens des Dominikanerordens.

## Werke
- Deutsche Predigten (min. 13 überliefert)[7]
  - Franz Pfeiffer: Deutsche Mystiker des 14. Jahrhunderts, Leipzig 1845, Bd. 1, S. 261–305 (Digitalisat in der Google-Buchsuche)

- Summae philosophiae (wohl zw. 1315–1321)[8]
  - Summa, liber I. Herausgegeben von Ruedi Imbach. Corpus Philosophorum Teutonicorum Medii Aevi (CPTMA) 5,1, Meiner, Hamburg 2009. ISBN 978-3-7873-1750-9.
  - Summa, Summa, liber II, tract. 1–2. Herausgegeben von Gianfranco Pellegrino. Corpus Philosophorum Teutonicorum Medii Aevi (CPTMA) 5,2(1), Meiner, Hamburg 2009. ISBN 978-3-7873-1751-6.
  - Summa, Summa, liber II, tract. 3–7. Herausgegeben von Gianfranco Pellegrino. Corpus Philosophorum Teutonicorum Medii Aevi (CPTMA) 5,2(2), Meiner, Hamburg 2009. ISBN 978-3-7873-1752-3.
  - Summa, Summa, liber II, tract. 8–14. Herausgegeben von Tiziana Suarez-Nani. Corpus Philosophorum Teutonicorum Medii Aevi (CPTMA) 5,2(3), Meiner, Hamburg 2009. ISBN 978-3-7873-0968-9.
  - Summa, Summa, liber III. Herausgegeben von Ruedi Imbach. Corpus Philosophorum Teutonicorum Medii Aevi (CPTMA) 5,3, Meiner, Hamburg 2011. ISBN 978-3-7873-1753-0.

- Traktate
  - De adventu Christi et Antichristi et finde mundi, gewidmet zunächst 1323 dem Trierer Erzbischof Balduim, dann 1326 dem Papst Johannes XXII; im ersten und dritten Teil eine Bearbeitung zweier Traktate von Johannes von Paris[9]
  - Flores de gestis beate Mariae Virginis[10]
  - De beato evangelista Johanne
  - evtl. Redaktion von Pharetra fidei, eine kontroverstheologische Traktatkompilation in Dialogform mit antijüdischer Polemik[11]
  - Hillenbrand 1968 plädiert zudem für eine Zuschreibung einiger deutscher Traktate an Nikolaus, was in der weiteren Forschung eher bezweifelt wird.